# SMS A 15
A 15 – niemiecki torpedowiec z okresu I wojny światowej. Piętnasta jednostka typu A 1. Okręt wyposażony w jeden kocioł parowy opalany węglem i trójcylindrową maszynę parową. Zapas paliwa 24,5 tony. Zbudowany w innej stoczni kadłub okrętu wyposażono w stoczni AG Vulcan, a następnie rozebrany na sekcje przewieziono koleją do Holandii, gdzie odbył się ostateczny montaż okrętu. Torpedowiec brał udział w patrolach wzdłuż wybrzeża Flandrii i na kanale La Manche. Zatonął 23 sierpnia 1915 roku u wybrzeży Flandrii zatopiony przez francuskie niszczyciele "Oriflamme" i "Branlebas".